# Wennerstedt
Wennerstedt är dels ett ofrälse efternamn, dels namnet på en utslocknad svensk adelsätt, nummer 1000, delvis av friherrlig rang.
Gabriel Anrep uppger att ättens där angivne stamfader skulle ha tillhört Bureätten och tillägger att denne inte finns i ättens stambok men lämnar frågan öppen i fall det skulle vara på en kvinnolinje. Samtidigt uppger Anrep att släkten säges vara kommen från Norge till Sverige efter att Olav den helige dödats. Som stamfader uppger Anrep en Olaus Raijerus Helsingius, en kyrkoherde i Norrala under Sveriges övergång från katolicism till lutherdom. Hans där angivne son var Nicolaus Olai Helsingius, även han kyrkoherde, i Lönneberga, Rappestad och Sjögestad och sedan prost. Anrep berättar att han felaktigt skulle ha utpekats som sambroder till biskop Martinus Olai Gestricius i Linköping, vars mor faktiskt tillhörde Bureätten. Hans hustru skulle ha varit Anna Lund och ha tillhört adeln. Deras son Laurentius Nicolai var hovpredikant, kyrkoherde i Winnerstad och Motala, och undertecknade beslutet från Uppsala möte. Med sin hustru Benedicta Jonaedotter fick han sonen Nicolaus Laurentii Winnerstadius, kyrkoherde i Gistad och belönad av drottning Kristina med ett halvt hemman. Den senares hustru var dotter till en företrädare som kyrkoherde i Gistad, Laurentius Gottskalki, och de fick sonen Anders Winnerstedt.
Denne Anders Winnerstedt föddes 1650 på Gistad prästgård, hoppade av studierna vid Uppsala universitet och tog värvning i armén. Där steg han i graderna och hade rangen av överstelöjtnant när han tog avsked på ålderns höst. Han deltog sålunda i Karl XI:s skånska krig och i Karl XII:s krig samt fångades under slaget vid Poltava. Han var gift med Catharina Rosenberg nr 322, vars far var krigsråd och modern en Törnsköld. År 1681 adlades Anders Winnerstedt med namnet Wennerstedt, och ätten introducerades året därefter på nummer 1000. Han skrev sig till Skogaholms bruk och lät uppföra Skogaholms herrgård som numera finns på Skansen.
Två döttrar avled späda. Äldsta dottern gifte sig von Braunjohan. Ätten fortlevde på svärdssidan med två söner, generalmajor Simon Jacob Wennerstedt och president Carl Gustaf Wennerstedt. Den senare upphöjdes till friherre (se nedan).
Generalmajor Simon Jacob Wennerstedt skrev sig till Solberga, Sörby, Rockelstad, Walsund och Lassåna. Solberga gjorde han till fideikommiss. Han tillfångatogs med sin far i Poltava och hade då redan deltagit i flera slag. Efter krigsslutet gifte han sig med Beata Sabina Rosenholm vars mor var en von Berchner, och hustrun förde med sig två av ovan nämnda gods till hemmet. En son, Carl Wennerstedt, avled i Gützkow under pommerska kriget. Dottern Margareta Helena gifte sig Gripenwaldt, och på svärdssidan fortlevde ätten med äldste sonen Gabriel Wennerstedt som var kapten i Skaraborgs regemente. Han var gift med friherrinnan Ulrica Helena Funck (ätten Funck), vars mor var en Cronstedt. De fick fyra döttrar som överlevde spädbarnsåren. Äldsta dottern Beata Charlotta gifte sig först Sparre af Söfdeborg och sedan Gripenwaldt. Hennes yngre systrar gifte sig Rosenborg, Danckwardt-Lilljeström och Boije af Gennäs. Eftersom den yngre grenen blivit friherrlig, slöt kapten Gabriel Wennerstedt den aldiga ätten på svärdssidan när han avled 1793.

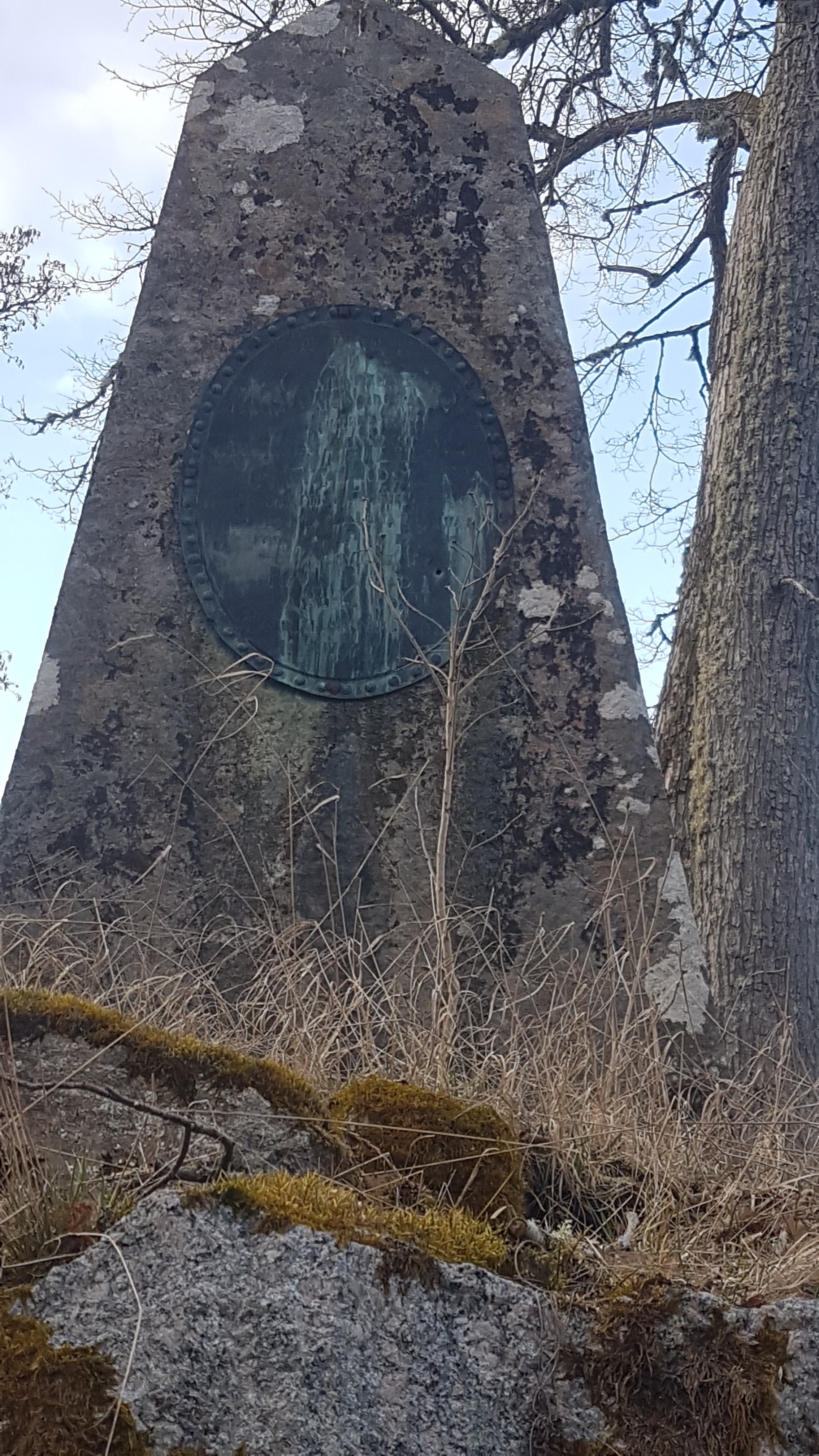
Minnesmärke över Carl Gustaf Wennerstedt och hans fru Ebba Magdalena Hjerta rest vid Skogaholms herrgård 1797 av sonen Gustaf Philip

Den förut nämnde presidenten Carl Gustaf Wennerstedt upphöjdes 1759 till friherre och introducerades på nummer 264. Han var friherre till Skogaholm och var herre av Skörtinge och Attarp. Hans hustru var Ebba Magdalena Hjerta, vars mor var en Bonde. Dottern Maria Catharina gifte sig med Magnus Wilhelm Armfelt och blev mor till Gustaf Mauritz Armfelt, dottern Ebba Margareta med friherre Reinhold Armfelt, och deras yngsta syster Ingeborg var ogift. Carl Gustaf Wennerstedt fick också två söner, Gustaf Philip och Wilhelm Wennerstedt.
Gustaf Philip Wennerstedt till Skogaholm blev generalmajor och var gift med Brita Elisabeth Tersmeden, vars mor var Carolina Sabina Tersmeden en Rosenstam. De fick tre döttrar som gifte sig Armfelt, Enesköld och von Braun (sistnämnde pommersk adel). Wilhelm Wennerstedt till Skörtinge var överstelöjtnamnt i armén och gift med grevinnan Charlotta Phillipina von Schwerin, vars mor var en von Bohlen och av pommersk adel. De fick ett barn, Magdalena Charlotta Wennerstedt, som gifte sig greve Klingspor. Wilhelm Wennerstedt dog före sin äldre bror Gustaf Philip Wennerstedt varmed den senare slöt ätten på svärdssidan när han avled år 1815.